# Маркиз, Лев Иосифович
Лев Иосифович Маркиз (1 ноября 1930, Москва — 4 апреля 2023) — советский и нидерландский скрипач и дирижёр.

## Биография
Родился 1 ноября 1930 года в Москве в еврейской семье. Отец — экономист в Наркомате финансов, в 1937 году репрессирован (освобождён в 1958 году); мать Дина Давидовна Маркиз (1900—1950) — детский врач, затем фронтовой врач-хирург, капитан медицинской службы.
Окончил Музыкальное училище при Московской консерватории (струнное отделение). Обучался в Государственном музыкально-педагогическом институте имени Гнесиных у Юрия Янкелевича (скрипка) и Марии Юдиной (камерный ансамбль).
В 1955—1964 годах был участником Московского камерного оркестра под управлением Рудольфа Баршая, выступал с оркестром.
В 1964 году создал ансамбль солистов из лучших музыкантов Москвы, с которым выступал в качестве дирижёра.
В 1975—1976 годах сотрудничал с оркестром Кирилла Кондрашина.
С 1981 года Маркиз жил в Нидерландах, где в 1988 году стал руководителем оркестра «Амстердамская симфониетта».
С 1997 года — главный дирижёр Камерного оркестра Женевы.
Умер 4 апреля 2023 года.

## Творчество
Дирижировал также оркестрами Франции, Италии, Швеции, Канады, Израиля, Сингапура. Выступал в России. Маркизом впервые записаны многие произведения Альфреда Шнитке и других современных авторов.
С Маркизом выступали и записывались Леонид Коган, Наталия Гутман, Олег Каган, Элисо Вирсаладзе, Алексей Любимов, Марк Лубоцкий и многие другие.
Автор книги «Смычок в шкафу» (2008, литературная запись и композиция Ильи Овчинникова).

## Семья
- Первая жена — Юлия (Юдифь) Соломоновна Гушанская (род. 29 мая 1930) — советская и российская пианистка, солистка Государственного симфонического оркестра кинематографии.
  - Дочь
- Вторая жена — Клер.

## Взгляды
В связи с российско-украинской войной Лев Маркиз выразил свою симпатию украинскому государству и сказал, что вряд ли бы приехал в Нижний Новгород с концертом.